# Vaporització

Diagrama de nomenclatura sobre les diferents fases de transició.

La vaporització és el pas de l'estat líquid a l'estat gasós i es produeix per un canvi de temperatura. Les partícules vibren cada vegada més a mesura que la temperatura augmenta i comencen a pujar convertint-se així en gas. N'hi ha de dos tipus:
- Ebullició: És quan es passa de líquid a gas bullint. Exemple: L'aigua.
- Evaporació: És quan passa de líquid a gas sense necessitar bullir. Exemple: La roba quan s'eixuga.

## Taula
Aquesta taula mostra les transicions de fase de la matèria, indicant com s'anomena el canvi d'estat en cada cas.
|        | Sòlid              | Líquid      | Gas          | Plasma     |
| ------ | ------------------ | ----------- | ------------ | ---------- |
| Sòlid  |                    | Fusió       | Sublimació   |            |
| Líquid | Solidificació      |             | Vaporització |            |
| Gas    | Sublimació inversa | Condensació |              | Ionització |
| Plasma |                    |             | Recombinació |            |